# 马正强
马正强，南京农业大学农学院教授，研究领域为基因组学、生物信息学等，参与“973”等多个中国国家重点项目，中国教育部第四批“长江学者”特聘教授。

## 生平
1983年和1988年先后获得西南农业大学农学学士、南京农业大学农学硕士学位。
1983至1986年在江苏省农业科学院工作。1994年获康奈尔大学获博士学位。1998年起在南京农业大学农学系任教授。

## 社会兼职
中国国家自然基金委生命科学部评审专家、国务院学位委员会学科评议组（生物学）成员；
江苏省政协委员、民盟江苏省委常委。